# 야자코촌
야자코촌(岩作村)은 일본 아이치현 아이치군에 설치되었던 촌이다. 현재의 나가쿠테시의 일부에 해당한다.